# Islas Espóradas
Las islas Espóradas o archipiélago de las Espóradas (en griego: Σποράδες, ‘dispersas’) son un amplio grupo de islas de Grecia  situadas en el mar Egeo. La denominación genérica de islas Espóradas suele aplicarse al grupo de las Espóradas septentrionales aunque también se usa la denominación de islas Espóradas meridionales para designar otro grupo de islas. Se compone de once islas mayores, de las que solamente cuatro están habitadas: Scíathos, Skópelos, Alónnisos y Esciros.
Administrativamente, conforma la unidad periférica de Espóradas, aunque una parte se encuentra en la de Eubea.

## Nombre
Deriva su nombre del adjetivo sporas (genitivo sporados), que en griego antiguo significa esparcidas, dispersas, como lo están las islas que componen este conjunto, en comparación con el grupo de las islas Cícladas ordenadas en torno a Delos.
El número de islas comprendidas en este término ha variado a lo largo de la historia y según los geógrafos que emplean tal denominación. Actualmente sólo se utiliza el término para designar un archipiélago ubicado a lo largo de Volos, llamada a veces Espóradas del Norte, extendiéndose hacia el este y sureste de la península de Pelión, a la que están unidas desde la prehistoria. 
Otras islas del Egeo han sido a veces denominadas «Esporádas», constituyendo varios subconjuntos, como las Esporádas del Sur, las Espóradas de Tracia, las Espóradas del Este —las más distantes de la Grecia continental,  Lesbos, Chios, Psará, Icaria y Samos— o las Espóradas del Sur, como a veces se llaman las islas del Dodecaneso.

## Geografía

### Espóradas septentrionales
Es un archipiélago situado al noreste de la isla de Eubea. compuesto de unas ochenta islas e islotes entre las que destacan por su tamaño Skópelos, Scíathos, Alonissos, Esciros, Kyra Panagia (también llamada Pélagos), Gioura y Piperi. Otras islas más pequeñas de este archipiélago son Adelfoi, Agios Georgios Skopelou, Argos Skiathou, Dasia, Erinia, Grammeza, Lekhoussa, Peristera, Psathoura, Repio, Rineia, Skyrou, Sarakino, Skandili, Skantzoura, Skyropoula, Tsougria y Valaxa.
Algunas de ellas pertenecen a la prefectura griega de Magnesia y otras a la de Eubea.
De todas ellas, solo las cuatro primeras tienen una población importante. El resto está prácticamente deshabitado.

#### Scíathos

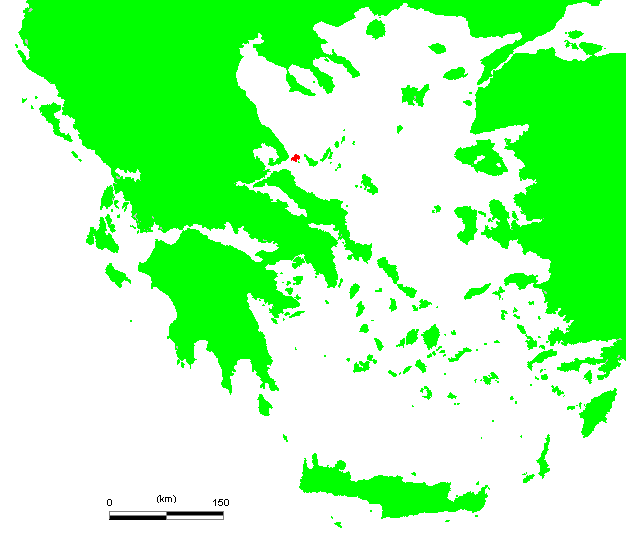
Skíathos

Es la menor de las cuatro. Sin embargo es la que más visitantes atrae a causa de la fama de sus playas. En la isla se encuentra una fortaleza medieval conocida como Bourtzi. Es la más cercana a Grecia continental y posee aeropuerto. La ciudad de Skíathos tiene un puerto para pescadores y otro para barcos de recreo. Sus poblaciones más destacadas son Skíathos y Koukounaries. En la isla se encuentran tres monasterios: el de la Panagia Kounistra, el de Kechrias y el de Evangelistria. En el norte de la isla se encuentra una antigua fortificación del siglo XIV llamada Kastro que fue construida para proteger la isla de los piratas.

#### Skópelos

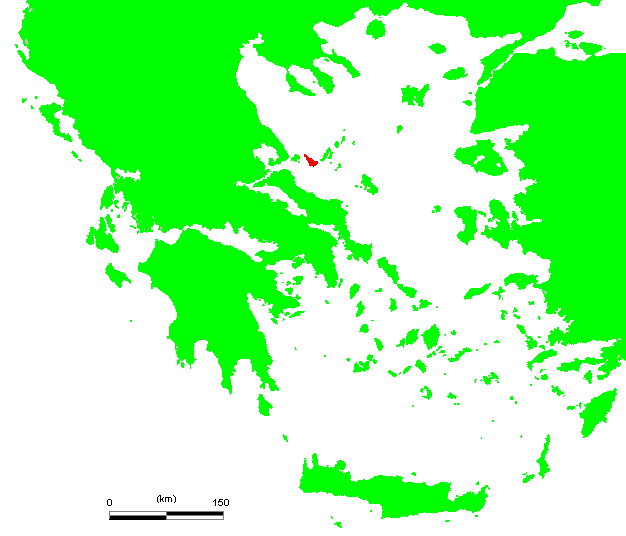
Skópelos

Está situada al este de la anterior. Se trata de la isla más fértil de las Espóradas septentrionales y en ella abundan los bosques de pinos. Sus poblaciones más importantes son Agnondas, Glossa y Skópelos. Su mayor altitud es la del monte Delphi, de 680 metros.
La ciudad de Skópelos posee más de cien iglesias; La más tempranas están datadas en el siglo IX. En el puerto de Skópelos había en la antigüedad un templo de Atenea y ahora hay una fortaleza veneciana. Hay numerosos monasterios por toda la isla. 
En la isla se halla un museo de arte y tradiciones populares.

#### Alónnisos

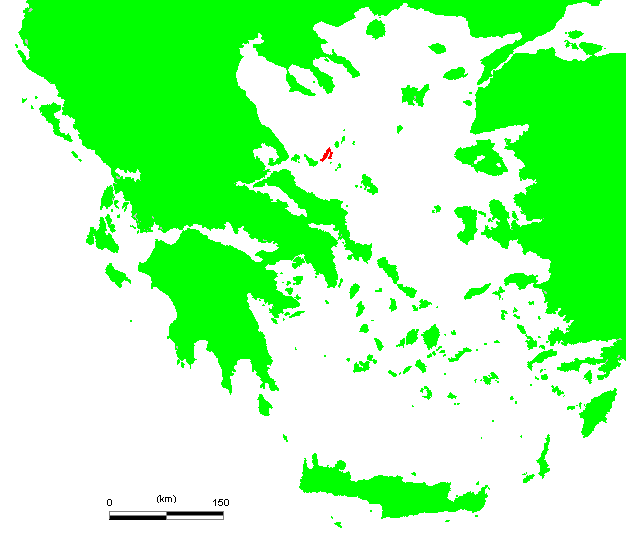
Alonnissos

Es una isla rocosa y montañosa, con algunos campos de olivos y almendros. Es la más alargada de las cuatro principales Espóradas. Hay escasez de carreteras en ella. Sus poblaciones principales son Alonissos y Patitiri. 
En torno a la isla y sus abundantes islotes cercanos habita uno de los mamíferos que está en peligro de extinción: la foca monje del Mediterráneo. En esta zona fue creado por el gobierno griego un parque nacional marino para la protección de esta especie y de otras como el halcón de Eleonor y la gaviota de Audouin.
La plaga de la filoxera causó en 1960 la destrucción de los viñedos de la isla y fue abandonada por sus habitantes. Posteriormente un terremoto ocurrido en 1965 causó graves daños en la ciudad de Patitiri.

#### Esciros

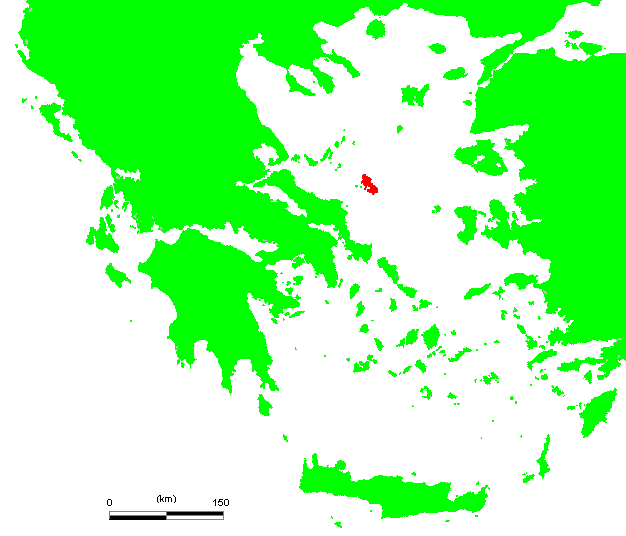
Esciros

Está situada al sureste de las anteriores, a gran distancia de ellas. Sus poblaciones más importantes son Esciros, Linaria y Atsitsa. En ella sobreviven elementos de su cultura muy antiguos a causa de su difícil acceso. Sin embargo, actualmente tiene aeropuerto en el extremo norte de la isla. Tiene tres museos:
- Museo arqueológico
- Museo municipal
- Museo Faltauits (de carácter etnológico)

Característico de la isla es la llamada danza de la cabra de Esciros, en la que personas con máscaras animan las fiestas y hay un personaje principal que es un viejo con máscara de cabra y cencerros en su espalda. También hay en la isla pequeños caballos salvajes. En Esciros esta la tumba del poeta Rupert Brooke.
Según la mitología griega, Esciros es la isla donde Tetis envió a su hijo Aquiles para intentar evitar que fuera a la guerra de Troya. Allí, en la corte del rey Licomedes permaneció disfrazado de mujer hasta que Odiseo, mediante un ardid, descubrió su identidad. En Esciros Aquiles tuvo un hijo, llamado Neoptólemo, con Deidamía, la hija del rey.
Una versión aparentemente contradictoria de esta tradición es la que se ofrece en la Ilíada, en la que se menciona que Aquiles conquistó Esciros, aunque algunos escolios antiguos sostenían que se trataba de otra ciudad llamada Esciros, que situaban en Anatolia. 
También, según la tradición, Teseo murió allí arrojado en un precipicio por el rey Licomedes.

### Espóradas meridionales
Se corresponden con unas 170 islas situadas cerca de la costa suroccidental de Anatolia que pertenecen a la actual prefectura griega del Dodecaneso. Las más importantes son Samos, Icaria, Patmos, Cos y Rodas.
Homero nombra algunas de las Espóradas meridionales en el catálogo de naves de la Ilíada.

Y los que dominaban Nísiros, Crápatos, Casos y Cos, ciudad de Eurípilo, y las islas Calidnas. Al frente de ellos iban Fidipo y Ántifo, hijos los dos de Tésalo, el soberano heraclida. A éstos, treinta huecas naves seguían en fila.
Homero. Ilíada, II, 676.